# Стефан Добрев (кмет)
Вижте пояснителната страница за други личности с името Стефан Добрев.
Стефан Добрев Димитров е български политик, 57-и кмет на Бургас в периода 24 септември 1955 – 13 януари 1956 година.

## Биография
Роден е на 9 март 1911 г. в Мустафа паша, тогава в Османската империя. През 1913 г. семейството му се премества в Бургас. През октомври 1949 г. става секретар на ГНС в Бургас. От 1950 до 1951 г. учи в партийната школа в София. Два пъти е заместник-кмет на Бургас от ноември 1951 до септември 1955 и от януари 1956 до януари 1968. Между 24 септември 1955 и 13 януари 1956 г. е кмет на Бургас.